# Phạm Hữu Nhơn
Phạm Hữu Nhơn (sinh ngày 1 tháng 1 năm 1928), nguyên là một tướng lĩnh Bộ binh của Quân lực Việt Nam Cộng hòa, cấp bậc Chuẩn tướng. Ông xuất thân từ khóa duy nhất ở trường Sĩ quan Trừ bị được Quân đội Pháp và Chính phủ Quốc gia Việt Nam mở ra ở Bắc phần cùng thời điểm với khóa 1 trường Sĩ quan Trừ bị trong Nam phần. Ban đầu, sau khi ra trường ông phục vụ trong các đơn vị Bộ binh. Sau ông được giao nhiệm vụ thành lập và điều hành một trong các Phòng thuộc bộ Tổng tham mưu đặc trách về lĩnh vực Phản gián trong quân đội.

## Tiểu sử & Binh nghiệp
Ông sinh ngày 1 tháng 1 năm 1928 trong một gia đình quan lại, khoa bảng và Danh gia Vọng tộc tại làng Nam Trung, huyện Phú Vang, tỉnh Thừa Thiên, miền Trung Việt Nam. Thời niên thiếu, ông được đi học tại các trường Trung học Khải Định ở Huế, trường Trung học Albert Sarraut ở Hà Nội theo chương trình Pháp. Năm 1947, ông tốt nghiệp với văn bằng Tú tài bán phần (Part I) tại Hà Nội. Trở về quê nhà, ông được bổ dụng làm công chức ở Huế một thời gian cho đến ngày gia nhập quân đội.

### Quân đội Quốc gia Việt Nam
Cuối tháng 9 năm 1951, thi hành lệnh động viên, ông nhập ngũ vào Quân đội Quốc gia, mang số quân: 48/201.757. Theo học trường Sĩ quan Trừ bị Nam Định, khai giảng ngày 1 tháng 10 năm 1951. Ngày 1 tháng 6 năm 1952 mãn khóa tốt nghiệp với cấp bậc Thiếu úy. Ra trường, ông được chuyển đến phục vụ tại Tiểu đoàn 265 Việt Nam, đồn trú ở Lương Sơn, Phan Rí, Bình Thuận với chức vụ Trung đội trưởng. Năm 1953, ông thuyên chuyển sang Tiểu đoàn 85 Việt Nam, đồn trú tại Ninh Hòa, Khánh Hòa giữ chức vụ Trưởng ban 2, do Đại úy Nguyễn Quang Thông làm Tiểu đoàn trưởng. Đầu tháng 8 năm 1954, sau Hiệp định Genève (20 tháng 7), ông được thăng cấp Trung úy tại nhiệm.

### Quân đội Việt Nam Cộng hòa
Cuối năm 1955, sau khi Quân đội Quốc gia được đổi tên thành Quân đội Việt Nam Cộng hòa, ông được chuyển về Bộ Tổng tham mưu, phục vụ tại Phòng Quân huấn, dưới quyền Trưởng phòng là Trung tá Trần Ngọc Tám. Giữa năm 1956, ông được thăng cấp Đại úy và được cử theo học khóa sĩ quan tham mưu ở trường Đại học Quân sự tại Sài Gòn.
Cuối năm 1958, ông được thăng cấp Thiếu tá và chuyển sang làm một trong ba Phụ tá ở Trung tâm Hành quân tại Bộ Tổng tham Mưu do Đại tá Trần Thiện Khiêm làm Chỉ huy trưởng. Đầu năm 1963, ông được cử đi du học liền 2 khóa Chỉ huy Tham mưu (16 tuần), Bảo trì Cơ khí (12 tuần) tại 2 Học viện Fort Leavenworth, Tiểu bang Kansas và Fort Knox, Tiểu bang Ketucky, Hoa Kỳ.
Cuối năm 1963, sau cuộc đảo chính Tổng thống Ngô Đình Diệm, ông được cử đi học khóa tình báo tại Okinawa, Nhật Bản. Đầu tháng 2 năm 1964, sau cuộc Chỉnh lý nội bộ ngày 30 tháng 1 của tướng Nguyễn Khánh, ông được thăng cấp Trung tá nhận nhiệm vụ thành lập phòng 7 tại Bộ Tổng tham mưu và giữ chức vụ Trưởng phòng. Tháng 3 năm 1965, ông được thăng cấp Đại tá tại nhiệm.
Ngày Quốc khánh Đệ Nhị Cộng hòa 1 tháng 11 năm 1972, ông được thăng cấp Chuẩn tướng tại nhiệm. Đầu năm 1973, ông được cử đi học khóa 3 Cao đẳng Quốc phòng trong thời gian là 6 tháng.
Thời gian tướng Phạm Hữu Nhơn đảm nhiệm chức trưởng phòng 7 tại Bộ Tổng tham mưu, trải qua các vị Tổng tham mưu trưởng: Trung tướng Trần Thiện Khiêm, Trung tướng Nguyễn Khánh, Trung tướng Trần Văn Minh, Trung tướng Nguyễn Hữu Có và Đại tướng Cao Văn Viên.

## 1975
Ngày 30 tháng 4, ông cùng gia đình di tản ra khỏi Việt Nam. Sau đó sang định cư tại Haymarket, Tiểu bang Virginia, Hoa Kỳ.

## Huy chương
-Bảo quốc Huân chương đệ tứ đẳng
-Một số huy chương quân sự, dân sự khác của Việt Nam Cộng hòa và ngoại quốc

## Gia tộc và Gia đình
- Ông Cố Nội: Cụ Phạm Tấn (nguyên là quan Hộ Vũ Sứ Ninh Bình, Án Sát Nam Định. Nguyên quán ở làng Long Phú, Gia Định).
- Ông Nội: Cụ Phạm Năng Tuần (Nguyên làm quan dưới triều Nhà Nguyễn, tước Hàn Lâm Viện Thị Độc).
- Thân phụ: Cụ Phạm Hữu Văn (Nguyên là quan Bố Chính Thanh Hóa)
- Thân mẫu: Cụ Trần Thị Phúc (Ái nữ của cụ Trần Hữu Chiêm, nguyên là quan Án Sát Nam Định).
- Bào huynh: Ông Phạm Biểu Tâm (Nguyên là Bác sĩ Trưởng khoa tại Đại học Y khoa Sài Gòn).
- Bào muội: Phạm Thị Hương Muội (Phu nhân của Chuẩn tướng Phạm Hà Thanh (Nguyên Y sĩ Cục trưởng Cục Quân y của Quân lực VNCH)
- Phu nhân: Bà Nguyễn Thị Tích (Tốt nghiệp Nữ hộ sinh Quốc gia tại Đại học Y khoa Hà Nội)

Ông bà có 3 người con (2 trai, 1 gái):
Phạm Hữu Minh, Phạm Hữu Anh, Phạm Minh Nguyệt.